# Hvem der først bliver vred
Hvem der først bliver vred er et klassisk dansk folkeeventyr nedskrevet af Svend Grundtvig i slutningen af 1800-tallet.

## Handling
Tre brødre sendes på skift ud for at finde arbejde. De kommer efterhånden i tjeneste på en gård ejet af en trold. Trolden indgår en aftale med hver af brødrene om et halvt års tjeneste som karl på gården for en skæppe sølvpenge. Trolden bryder sig ikke om dårligt humør, og han aftaler med dem, at hvis de bliver vrede på ham, inden det halve års tjeneste er afsluttet, må trolden skære en rem af bug og bag og strø salt og peber i sårene, og desuden må de forlade gården med hvad de har optjent.
Hvis trolden derimod bliver vred først, vil han lide samme skæbne, og karlen kan forlade gården med pengene. Alle tre accepterer aftalen. De to ældste, Per og Povl, bliver begge vrede, da de nægtes mad af trolden, der hver dag peger på et skilt med ”Ingen mad i dag, men i morgen”. De to brødre må vende hjem med salt og peber i bug og bag. Den yngste søn, Tosse Hans, er dumsnu og vender troldens prøvelser til egen fordel. Da trolden fx beder ham om at vaske troldeungen Satan både indvendig og udvendig, sprætter Hans ungen op for at kunne rengøre den. Til sidst bliver trolden vældig vred og lider samme skæbne som Per og Povl. Hans forlader gården med en skæppe sølvpenge og familien hører aldrig mere til trolden.

## Morale
Som i mange andre folkeeventyr rummer ”Hvem der først bliver vred” eller Noget nær narret en morale. Moralen kan karakteriseres ud fra flere forskellige ordsprog som:
- ”Man skal ikke skue hunden på hårene” – Tosse Hans anses ikke som den kloge af brødrene alligevel er det ham, der klarer udfordringen.
- ”Man skal passe på, hvad man siger” – Tosse Hans tager troldens ord for pålydende, så trolden til sidst bliver vred, da han mister alt, hvad han ejer inklusive kone og barn.
- ”Man skal være mod andre som man gerne selv vil behandles” – Trolden ender med at blive straffet for den hårde måde, han tidligere har behandlet sine ansatte på. Hvis trolden havde været en ordentlig arbejdsgiver så var Tosse Hans ikke gået imod ham.

## Skæmte- eller trylleeventyr
Hvem der først bliver vred bærer træk fra begge af folkeeventyrets undergenrer. Det kan forstås som et trylleeventyr i kraft af trolden og hans familie, som er en del at det overnaturlige. Denne tilstedeværelse af en grim og usympatisk trold som antagonist, forbliver det eneste overnaturlige ved folkeeventyret, og funktionen er muligvis kun en retfærdiggørelse af troldens groteske skæbne. Som skæmteeventyr indeholder det først og fremmest den elementære modsætning "rig og fattig", hvor protagonisten er den fattige yngste søn, som er mod den velhavende gårdejer/trold. Troldene samler sig endda til et bryllup, hvor beskrivelsen tyder på en latterliggørelse af adelen og dem, der føler sig bedre.
"Der var en stor forsamling ved det troldebryllup. Der var trolde med hale og trolde uden hale, der var dem, der havde to haler, det var de allerfornemste, og ved sådan en højtidelig lejlighed, så bar de halerne uden på klæderne."